# Burkini

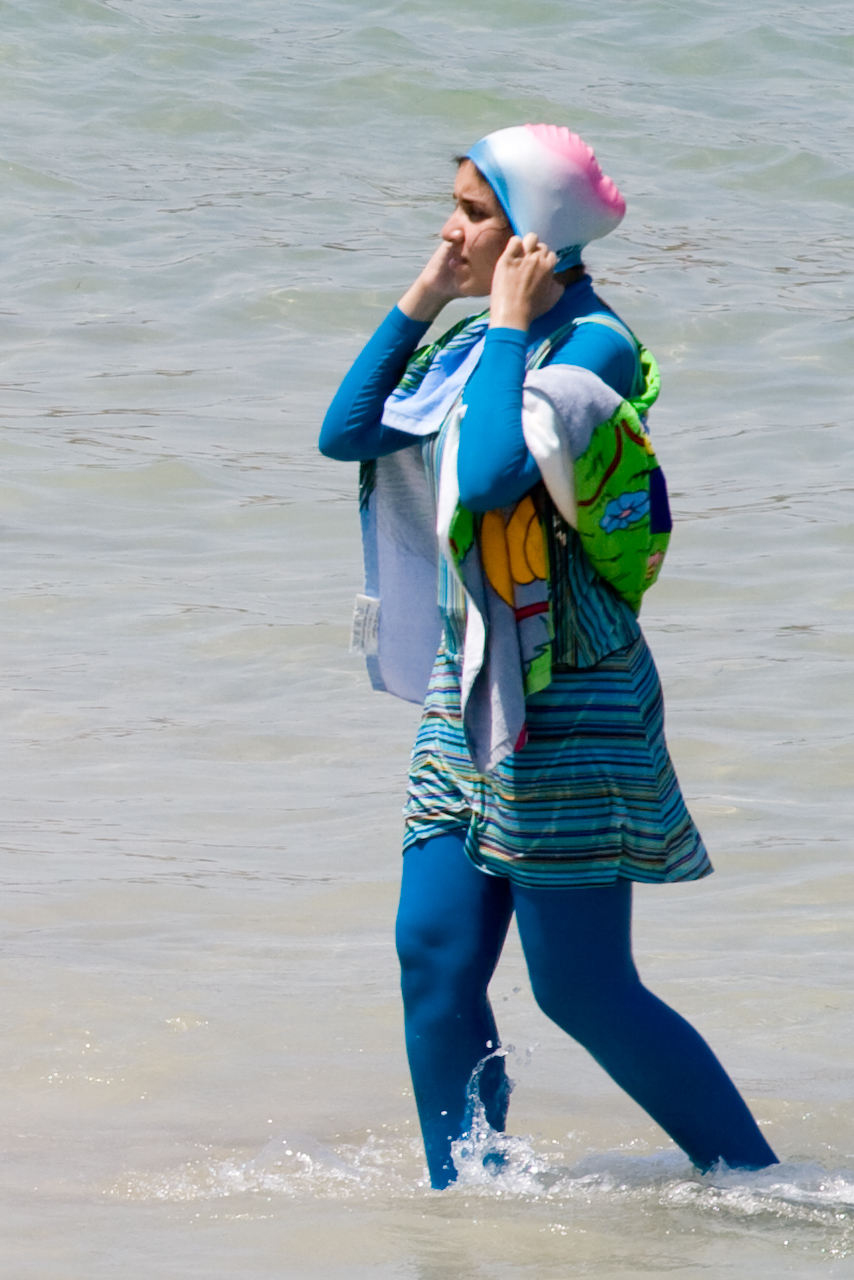
Kobieta w burkini

Burkini (Burqini) – kostium kąpielowy przeznaczony dla muzułmanek i kobiet z innych kultur, których religia zabrania odsłaniania wielu części ciała. Kontaminacja rzeczowników burka i bikini. 
Pomysł Ahedy Zanetti, Libanki mieszkającej w Australii. Na plażach Libanu można spotkać ratowniczki w burkini. Odsłonięte są tylko dłonie, stopy i twarz. Nie przylega zbyt mocno do ciała w wielu miejscach, dlatego opór wody jest większy niż w przypadku tradycyjnych kostiumów.